# Marcello Pucci
Marcello Pucci (Milano, 21 luglio 1906 – Metà, 29 settembre 1937) è stato un militare italiano, insignito della medaglia d'oro al valor militare alla memoria nel corso delle grandi operazioni di polizia coloniale nell'Africa Orientale Italiana.

## Biografia
Nacque a Milano il 21 luglio 1906, figlio di Roberto.
Conseguito il diploma in Scienze economiche a Neuchàtel, in Svizzera, il 1º agosto 1929 venne chiamato a prestare servizio militare di leva nel Regio Esercito ed ammesso al corso allievi ufficiali di complemento presso il III Corpo d'armata, ne uscì con il grado di sottotenente nel febbraio dell’anno seguente destinato al 3º Reggimento alpini. Posto in congedo il 10 settembre 1930, venne assunto come impiegato nella Banca Commerciale Italiana nella sede di Casablanca (Marocco), dove rimase fino al 1935. In quell'anno venne richiamato in servizio attivo per le esigenze legate alla situazione in Africa Orientale, raggiungendo il 2º Reggimento alpini e poi il 5º. Assegnato in seguito all'8º Reggimento alpini, inquadrato nella 5ª Divisione alpina "Pusteria" mobilitata, partì per l'Eritrea il 7 gennaio 1936. Promosso tenente nel mese di giugno, con anzianità 1º luglio 1935, partecipò alle operazioni belliche nel corso della guerra d'Etiopia con il proprio reggimento ed in seguito, con le bande irregolari dell'Uollo, a quelle di grande operazione di polizia coloniale. Cadde in combattimento a Metà il 29 settembre 1937, e fu decorato con la medaglia d'oro al valor militare alla memoria.

### Fonti
1. ↑  Gruppo Medaglie d'Oro al Valore Militare 1965, p. 261.
2. 1 2  Bianchi, Cattaneo 2011, p. 193.
3. 1 2 3 4 5  Bianchi, Cattaneo 2011, p. 194.
4. ↑  Registrato alla Corte dei conti del 21 febbraio 1939, registro 2 Africa Italiana, foglio 189.
5. ↑   Medaglia d'oro al valor militare Pucci Marcello, su quirinale.it, Quirinale. URL consultato l'11 febbraio 2023.